# Tossal Rodó (Castelldans)
El Tossal Rodó és una muntanya de 441 metres que es troba al municipi de Castelldans, a la comarca catalana de les Garrigues.